# Binnenhof
El Binnenhof és un complex d'edificis situat al centre de la ciutat de la Haia, als Països Baixos. Històricament fou, i encara és, un important centre de poder polític: d'antuvi del comtat d'Holanda medieval, després de les Províncies Unides, del Regne d'Holanda, el 1815 del Regne Unit dels Països Baixos i finalment des del 1849 fins avui dels Països Baixos. Segons Josep Pla és «una barreja d'edificis antics i moderns, irregular i pintoresc al mig del qual hi ha una plaça tranquil·la i morta». Fins a 1992 era la seu de les dues cambres dels Estats Generals, el parlament neerlandès. En aquest any, una sala moderna més gran, una mica fora del recinte històric va ser inaugurada per la Tweede Kamer, perquè li mancava espai. És un conjunt monumental llistat des del 1971.

## Història

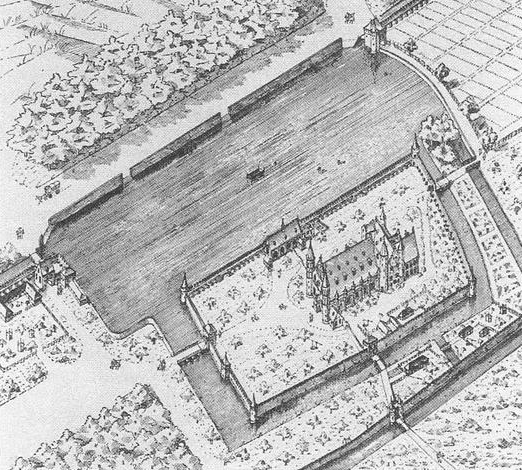
Disseny de reconstrucció del Binnenhof com hauria sigut al, imaginada per Cornelis Peters, al

El nom binnenhof significa pati fa referència a l'antic castell de mota i pati, probablement construït pel comte Florenci IV d'Holanda. La plaça fora de les muralles del castell original es diu Buitenhof o pati exterior. Hi ha molt poca informació documentada sobre els orígens de l'edifici. Les restes d'una torre mestra, sota el Rolgebouw formen la part més antiga, construït sobre un terreny que Florenci IV hauria comprat. El primer esment documentat data de l'època del seu fill, Guillem II d'Holanda, que va eixamplar el conjunt i incorporar el pati exterior (Buitenhof), i feu construir la capella i la Sala Major en estil gòtic.
La residència es trobava darrere la Sala dels Cavallers o Ridderzaal. Una porta (la Mauritspoort) i un pont el connectaven amb l'hort i el verger, on actualment es troba el museu Mauritshuis i la plaça Plein.
Versemblantment l'obra al castell primitiu va acabar-se durant el govern del fill de Guillem, el comte Florenci V, i va esdevenir breument la residència dels comtes d'Holanda. Els edificis a l'entorn del pati original s'han continuat modificant i eixamplant fins a l'actualitat. Durant el breu temps que els comtes d'Hainaut hi van residir van eixamplar el castell. Després uns comtes de Baviera, com Albert de Baviera (1336-1404) s'hi instal·laren. A l'inici, el Binnenhof era envoltat de canals i de l'estany Hofvijver, que en perdre ràpidament la seva funció defensiva, eren importants pel transport i l'aprofitament. Avui en dia, la majoria de la xarxa aquàtica va ser terraplenada, excepte l'estany i un petit tram de canal al costat de la Petita Torre.
El conjunt històric va estar a punt de ser demolit en dues ocasions. El 1807, durant el breu Regne d'Holanda (1806-1810), el rei i germà de Napoleó, Lluís Napoleó Bonaparte transferí la seu del govern a Amsterdam i el Binnenhof quedà inocupat. El 1848 el govern volia edificis «moderns» per a marcar la nova constitució que instituïa una monarquia parlamentària i reduïa considerablement el poder absolut del rei, però la població s'hi va oposar i finalment es va decidir mantenir els edificis històrics.

## Edificis

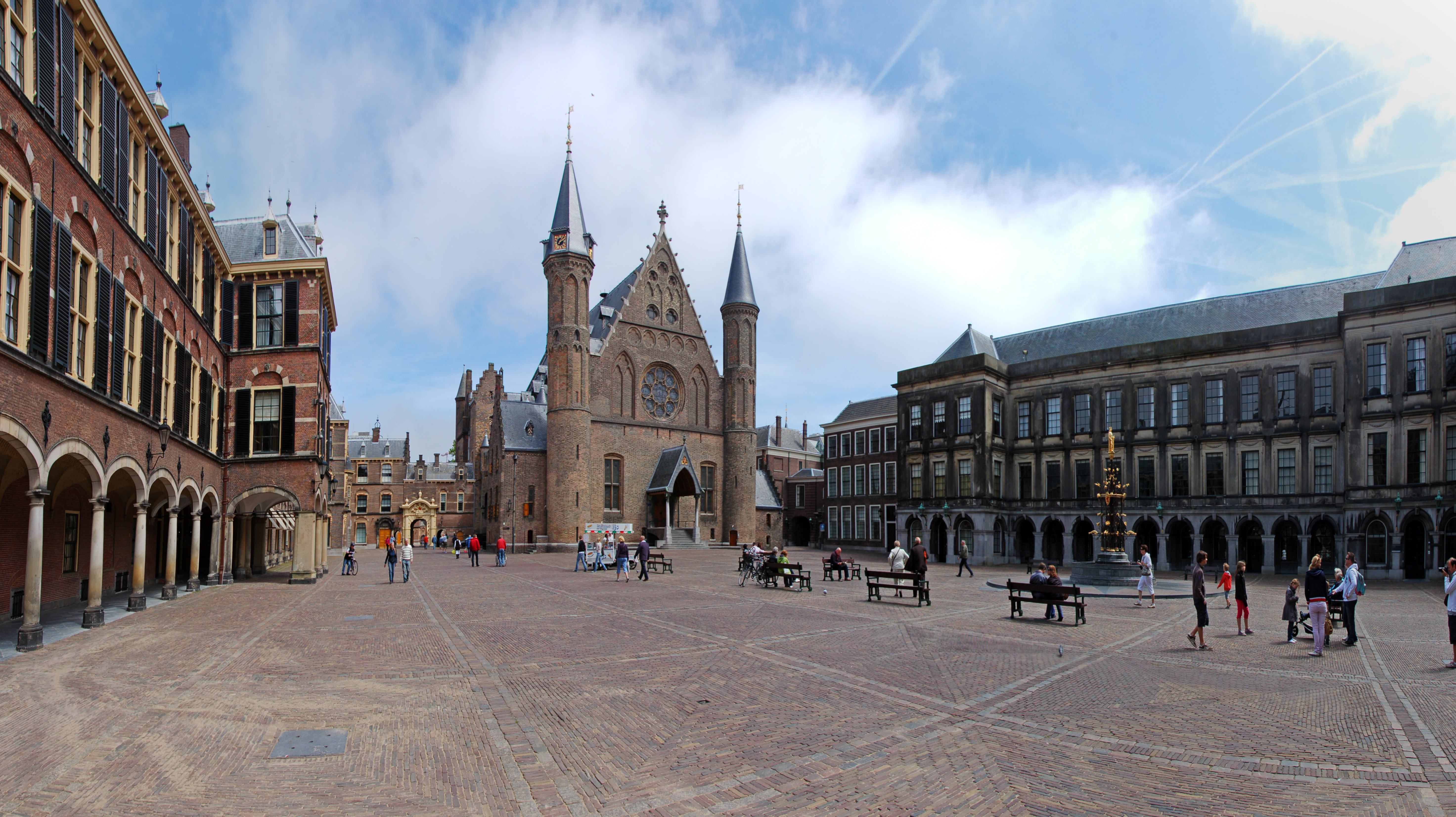
Vista del pati, al mig la Sala Major

Sala Major o dels Cavallers (Groote Zaal)

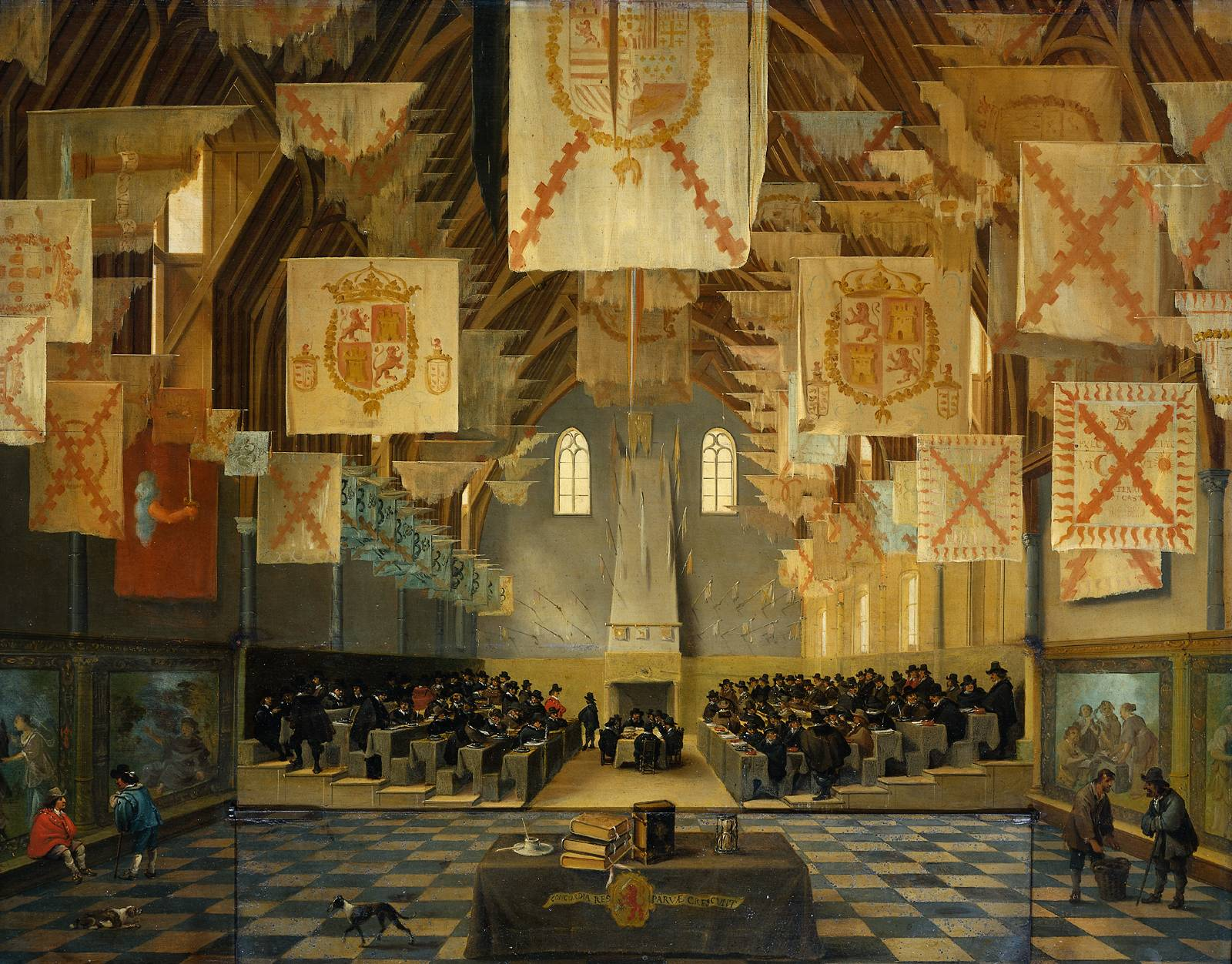
Reunió de cavallers a la Sala Major el 1651
pintor: Dirck van Delen

La Sala Major es troba a l'edifici gòtic al centre del pati, està construïda al segle xiii pel fill del comte Florenci IV. Durant el romanticisme van canviar el nom en Sala dels Cavallers. El tercer dimarts de setembre, les dues Cambres del parlament, els anomenats Estats Generals, es reuneixen a la Sala per a escoltar el Discurs del Tron, presentat pel sobirà i redactat pel govern, que explica la política general per al proper any.
Sala de la Treva (Trêveszaal)
El 1669, la Generalitat dels Països Baixos va encarregar a l'arquitecte francès Daniel Marot la construcció d'una sala apta per rebre dignament les delegacions estrangeres. És el resultat de la unió i transformació en estil de Lluís XIV de dues petites sales anteriors. Va rebre el nom de sala de la Treva (dels francès trêve,) per commemorar Treva dels dotze anys del 1609 durant la Guerra dels Vuitanta Anys amb Espanya. Del 1815 al 1849 fou la seu del Senat. Des del 1977 és la seu del consell dels ministres setmanal.
Casa de la contrastació (Keurhuis)
És una petita casa amb el nom neerlandès de ''t Goutsmits Keurhuys (Casa de la contrastació de l'orfebre), construïda per la corporació dels orfebres on solien contrastar els objectes d'or i d'argent.
Les quatre portes
- Stadhouderspoort del 1620

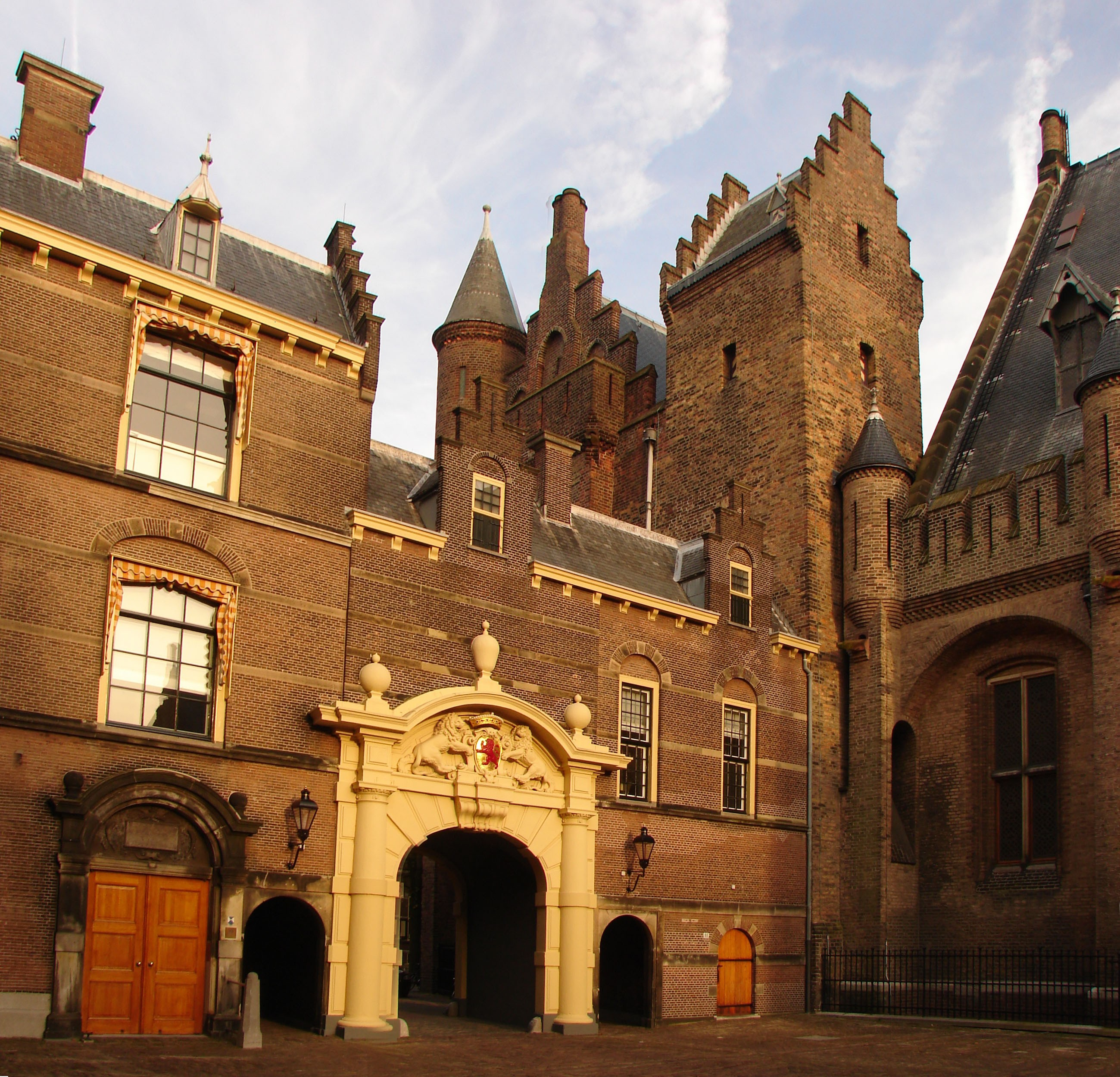
La porta Binnenpoort, (1634)

- Binnenpoort o Middenpoort del 1634
- Mauritspoort, Buitenpoort o Grenadierspoort del 1634
- Hofpoort (segle xviii)

Antiga capella
Florenci VI va fer construir la capella de Maria del Cort (Maria ten Hove). Durant una restauració el 1770 es van trobar tota una sèrie de tombes històriques als soterranis ensorrats, que van ser atribuïdes entre altres de Guillem IV, Jacoba de Baviera. El 1879 la Capella va ser venut a l'Estat que va transformar-la en sala de reunió de fraccions i comissions de la Primera Cambra.
Font

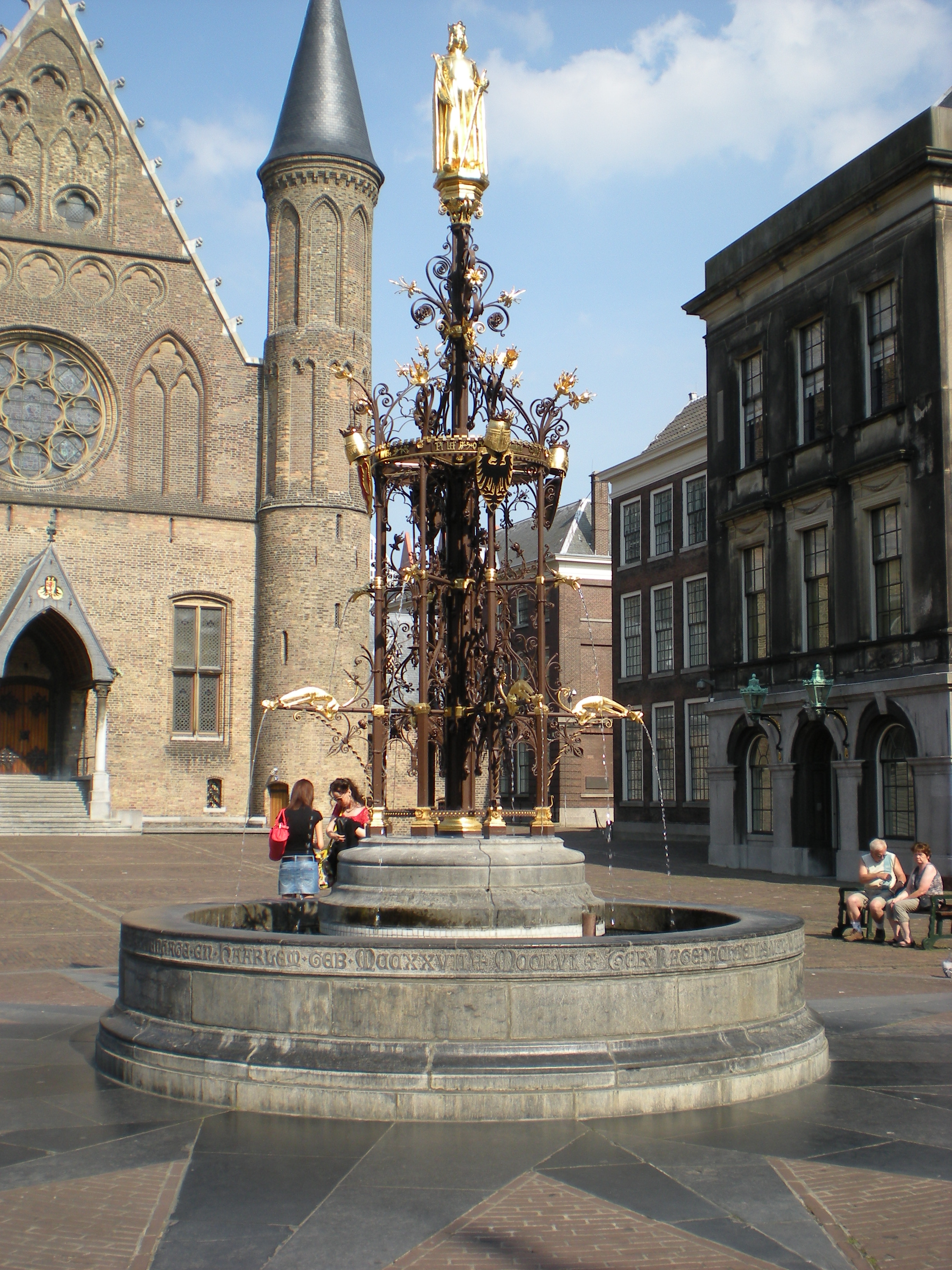
La font

La font neogòtica va ser un obsequi de la burgesia de la Haia el 1883 i símbol de la destresa de l'artesania, dissenyada per l'arquitecte Pierre Cuypers. Inicialment, el govern va dubtar en acceptar el regal, perquè temia que el cost de l'aigua fos massa elevat, en bona tradició d'avarícia neerlandesa. Finalment va decidir acceptar-la, en estipular que la font només podia brollar els dies de gran festa. Porta el text: «In memoriam de Guillem II, rei catòlic romà i comte d'Holanda, fomentador de lles llibertats de les ciutats, protector de l'art, constructor dels castells de la Haia i de Haarlem, nascut el 1727, mort el 1756». És un monument llistat.
Parlament de la Primera Cambra
Al primer pis del número 22 del Binnenhof es trobà des de la fi del segle xvii la sala del ple de la Generalitat. Els Estats d'Holanda i de Frísia Occidental van encarregar l'arquitecte Pieter Post de construir aquesta nova sala de reunió monumental amb la qual volien demostrar al món el prestigi i la grandesa del comtat d'Holanda, que es trobava al seu apogeu. Va construir-se a l'indret de la residència de l'Stadhouder, de la qual només es conservà la torre Mauritstoren. Durant l'ocupació francesa (1897-1815) es va transformar en escola militar i l'edifici es va deteriorar ràpidament. Els tapissos costosos van ser robats pels ocupants i mai no es van poder recuperar. Des del 1849, després d'una restauració profunda, la sala dels Estats acull el ple del Senat dels Estats Generals neerlandesos, creat el 1815. A la planta baixa es troba el restaurant de la Cambra.
Petita Torre (Torentje)

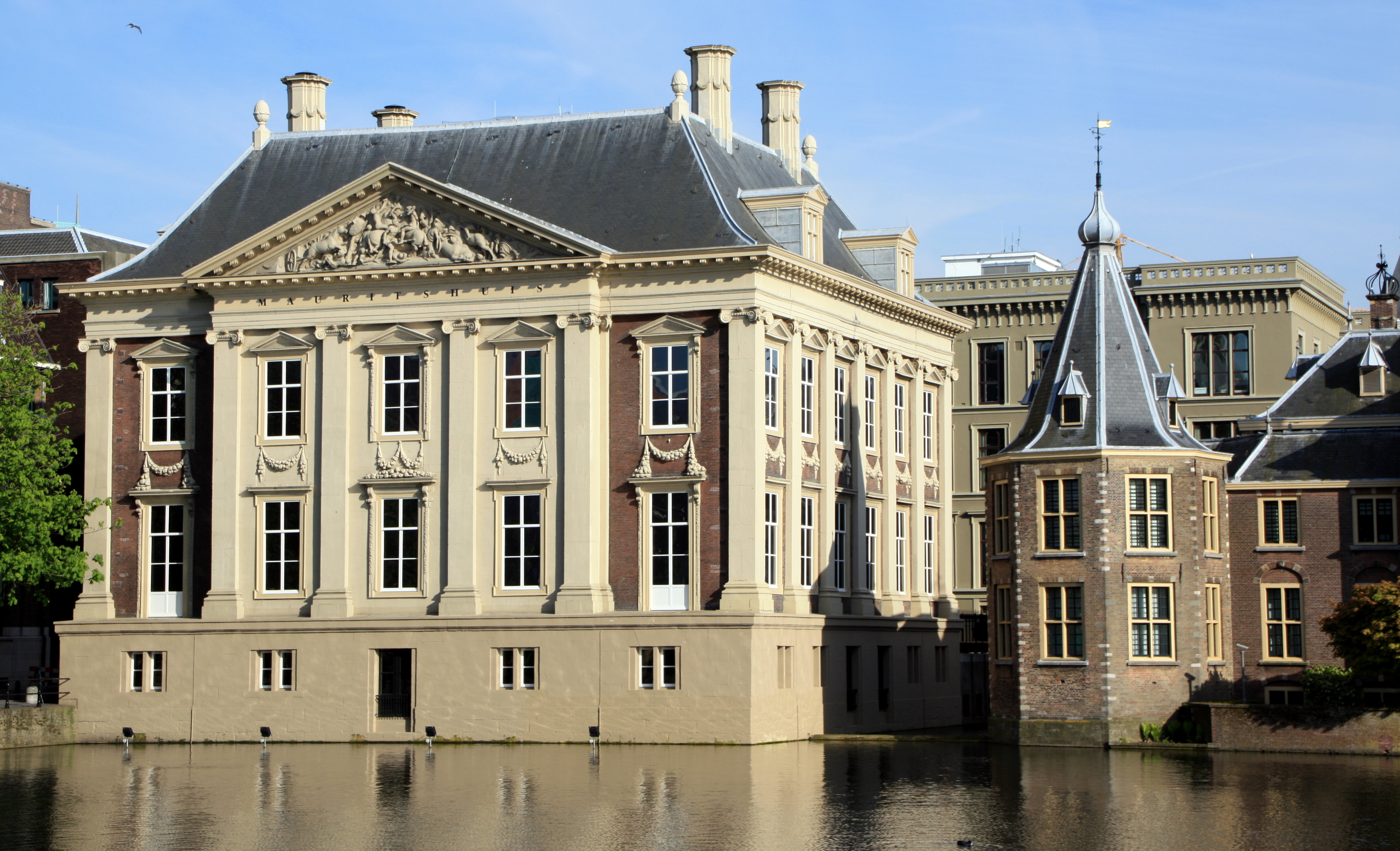
La Petita Torre
i la casa Mauritshuis

La Petita Torre (en neerlandès: Het Torentje) és des del 1982 el despatx del ministre-president. Es troba al costat del museu Mauritshuis, l'antiga residència del comte Joan Maurici de Nassau-Siegen del 1640.

## Galeria

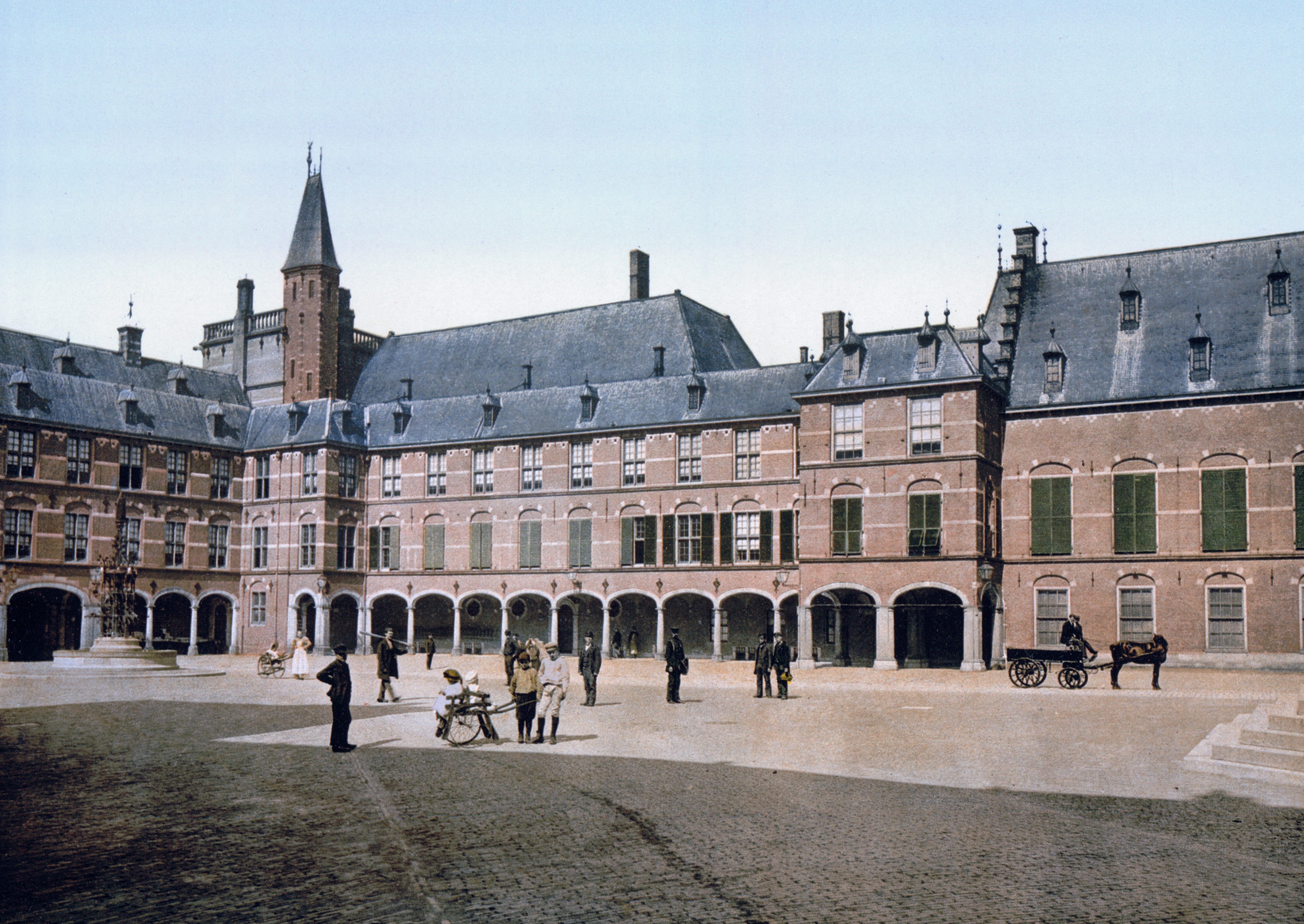
El Binnenhof el 1900
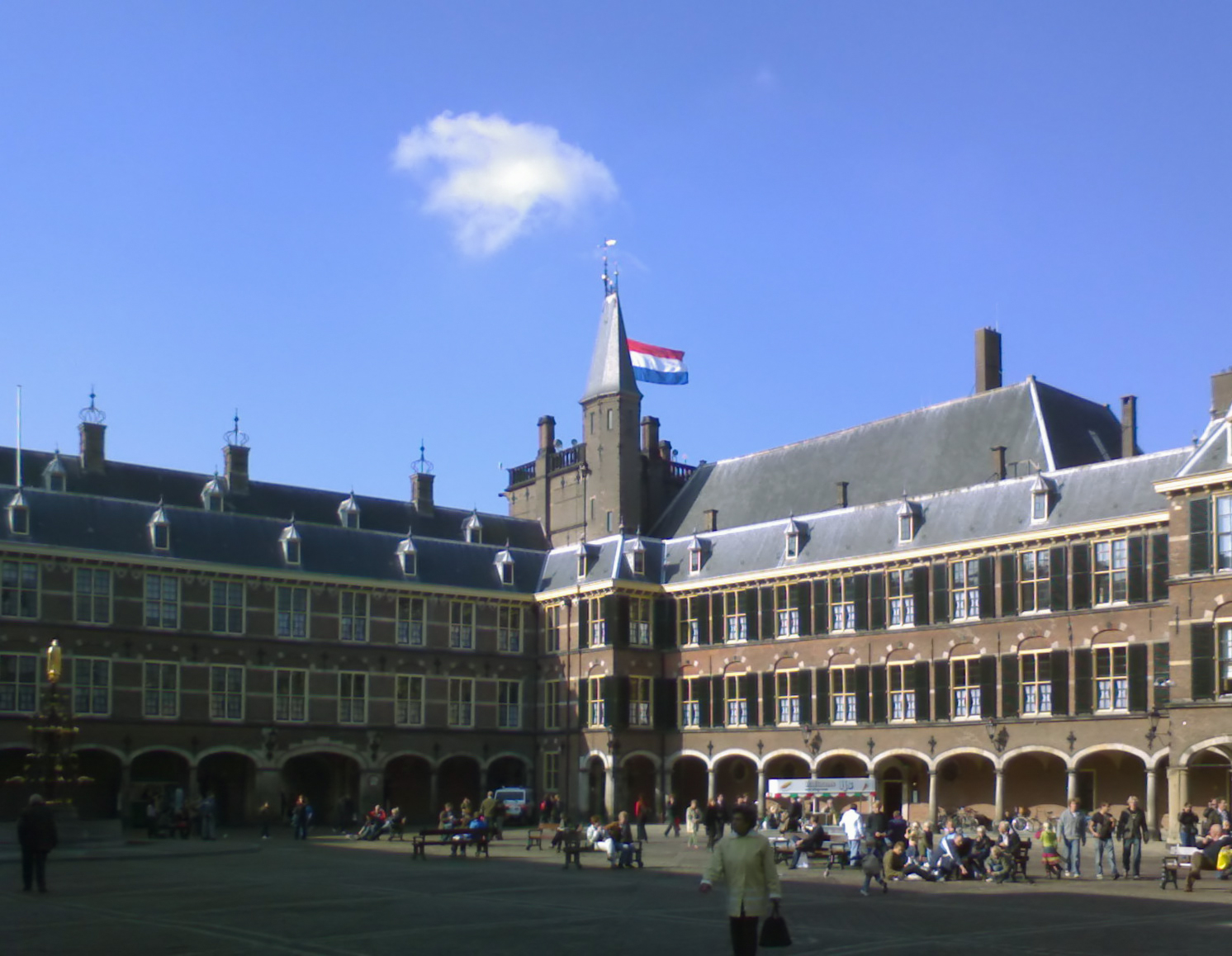
Edifici del Senat (2007)
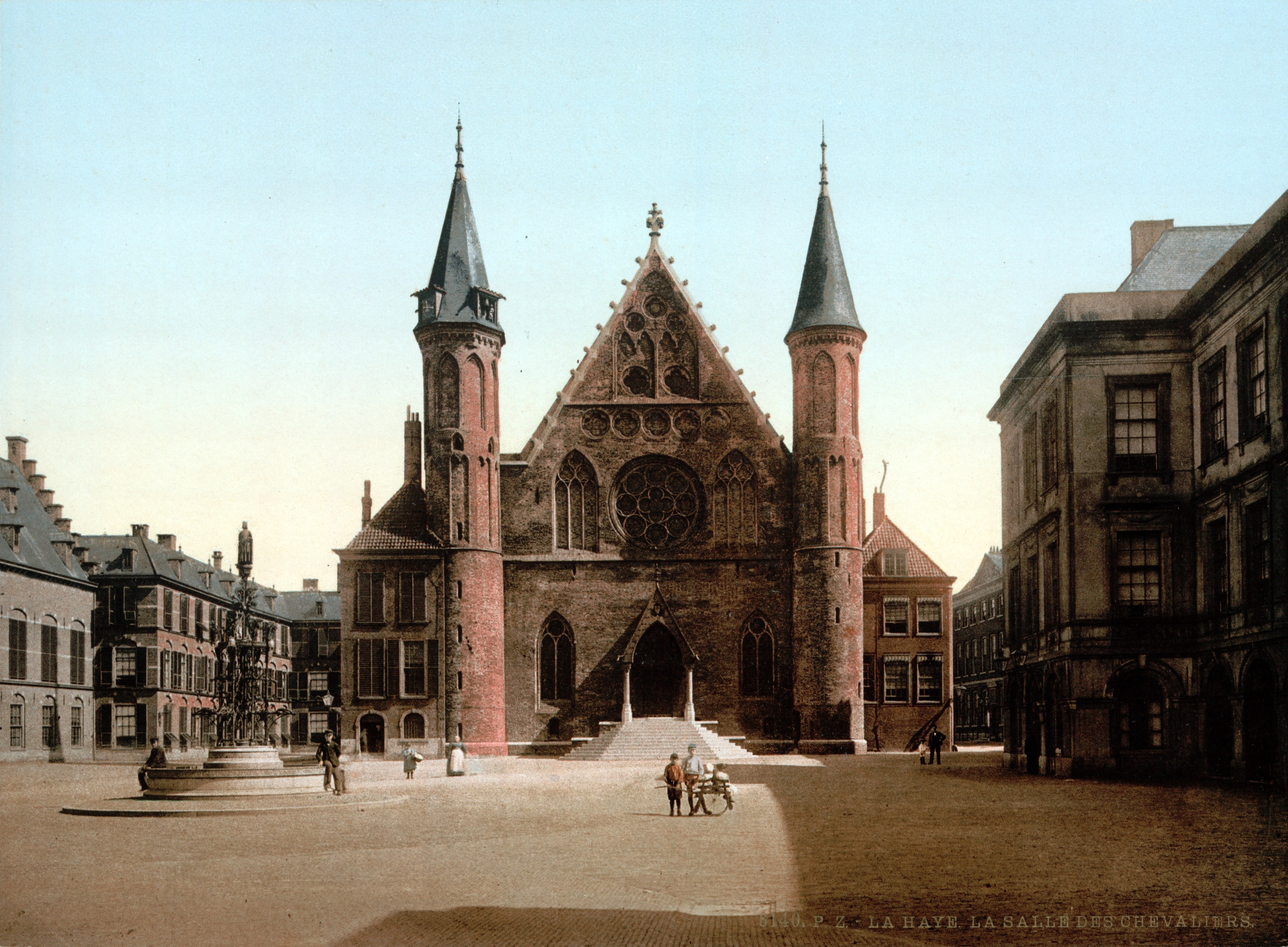
La Sala Major o dels Cavallers
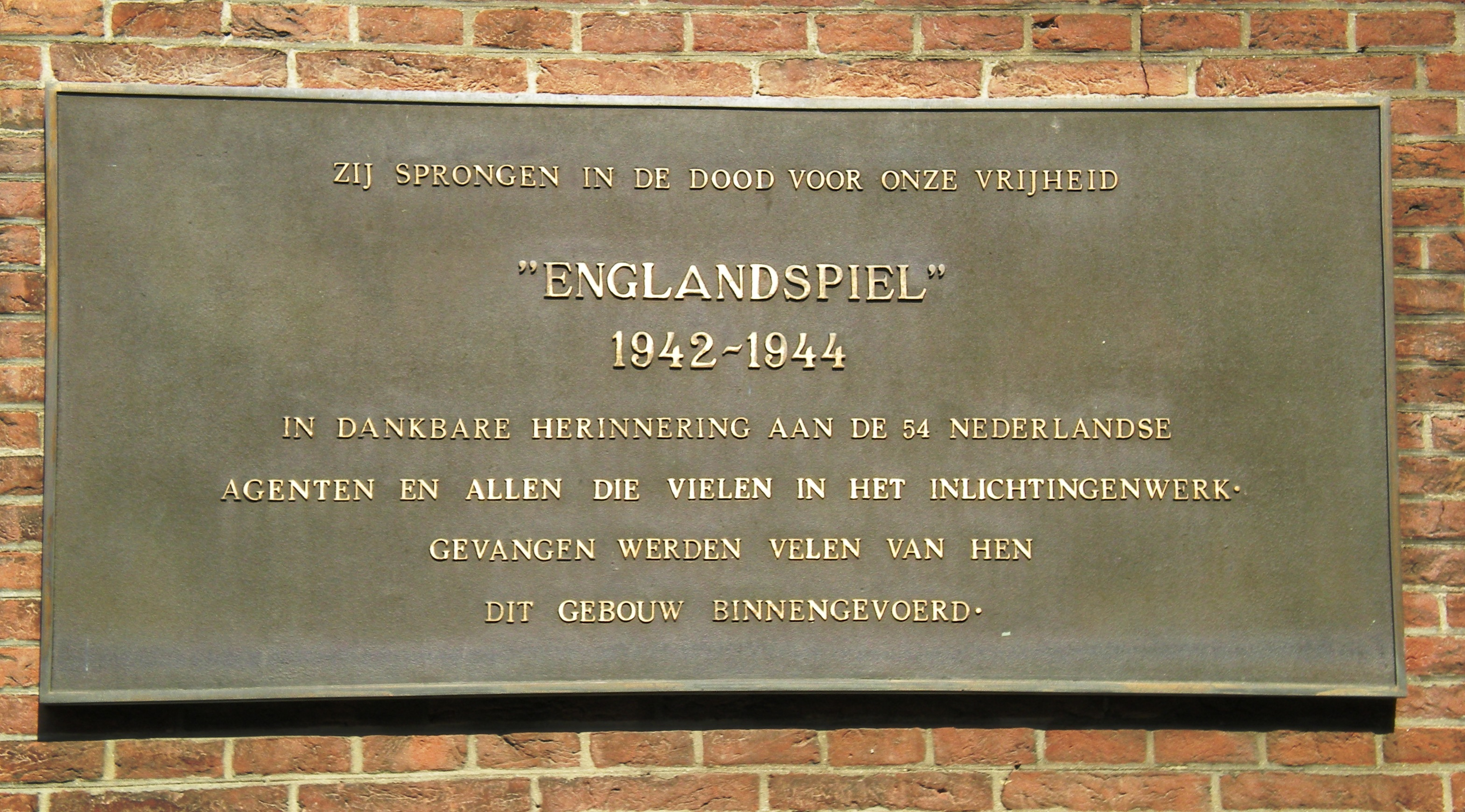
Placa per a commemorar els resistents contra l'ocupant nazi